# Bisdom Siedlce

Bisdommen in Polen
22. Aartsbisdom Lublin
23. Bisdom Sandomierz
24. Bisdom Siedlce

Het bisdom Siedlce (Latijn: Dioecesis Siedlecensis, Pools: Diecezja Siedlecka) is een in Polen gelegen rooms-katholiek bisdom met zetel in de stad Siedlce. Het bisdom behoort tot de kerkprovincie Lublin, en is samen met het bisdom Sandomierz suffragaan aan het aartsbisdom Lublin.

## Geschiedenis
- 30 juni 1818: Opgericht als bisdom Podlachia
- 1867: Opgeheven, wordt onderdeel van bisdom Lublin
- 1918: Heropgericht als bisdom Podlachia
- 28 oktober 1925: Hernoemd tot bisdom Siedlce

## Bisschoppen van Siedlce
- 1819-1825 Feliks Łukasz Lewiński
- 1826-1842 Jan Marceli Gutkowski
- 1856-1867 Piotr Paweł Beniamin Szymański
- 1918-1939 Henryk Ignacy Przeździecki
- 1946-1968 Ignacy Świrski
- 1968-1996 Jan Mazur
- 1996-2002 Jan Wiktor Nowak
- 2002-2014 Zbigniew Kiernikowski
- 2014-heden Kazimierz Gurda

### Hulpbisschoppen in Siedlce
- 1919-1946 Ceslao Sokołowski
- 1948-1962 Marian Jankowski
- 1962-1992 Wacław Skomorucha
- 1989-1992 Alojzy Orszulik
- 1992-2009 Henryk Marian Tomasik
- 2013-heden Piotr Sawczuk

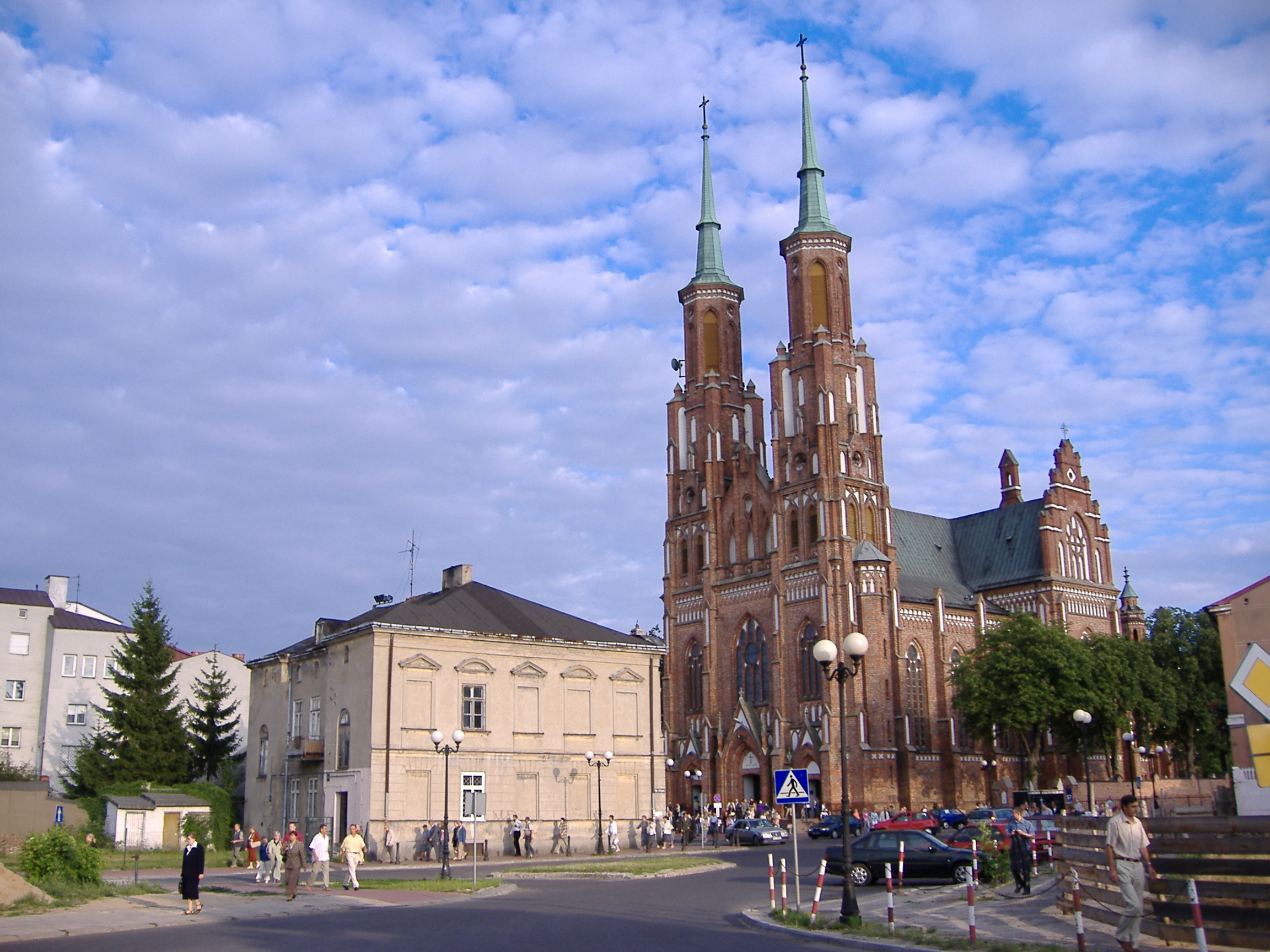
Kathedraal van Siedlce
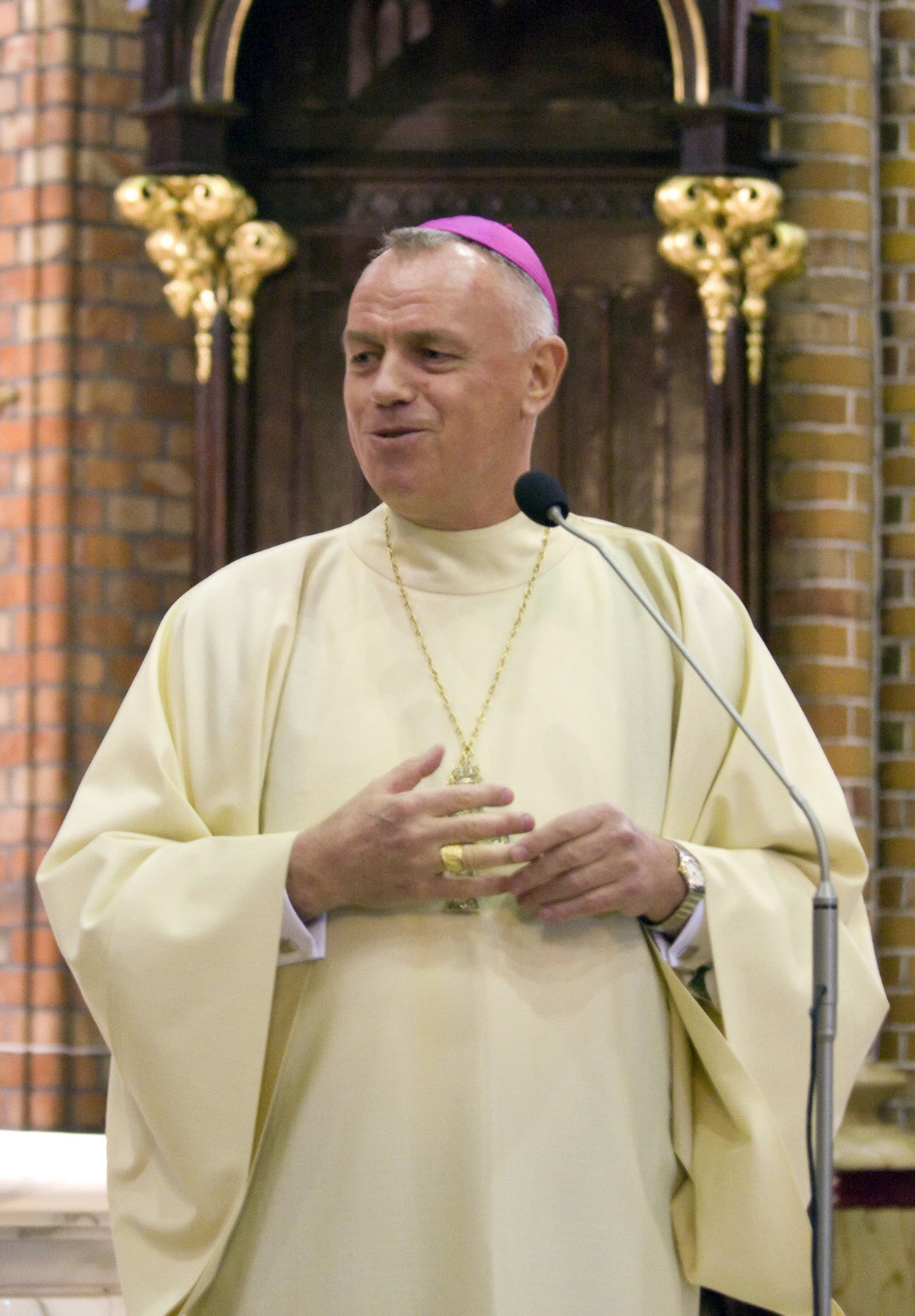
Bisschop Zbigniew Kiernikowski